# Assembleia Geral (Brasil)
A Assembleia Geral foi o parlamento bicameral do Império do Brasil, determinava a Constituição Imperial em seu art. 14 a existência de uma Assembleia Geral, composta pela Câmara dos Deputados e pelo Senado.
Convocada a Assembléia Geral Legislativa, a primeira sessão preparatória da Câmara dos Deputados ocorreu em 29 de abril de 1826, e a sessão de abertura da primeira legislatura (reunião conjunta da Câmara dos Deputados e da Câmara dos Senadores) ocorreu no dia 6 de maio do mesmo ano.

## Funcionamento da Assembleia

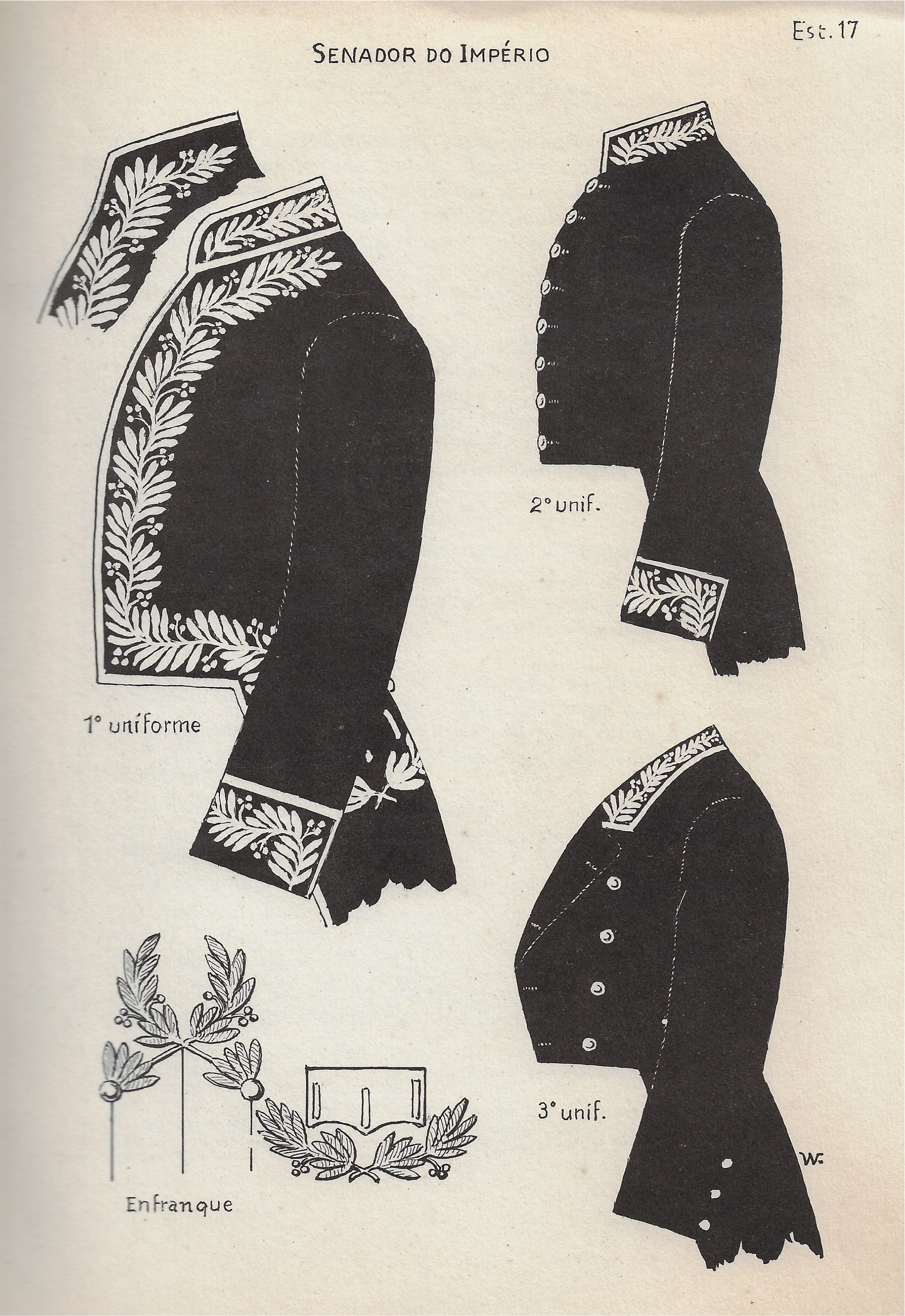
Vestimentas oficiais de senador brasileiro no século XIX e início do século XX, oficializadas pelo decreto imperial nº 266, de 1843

A Constituição já previa expressamente hipóteses de reunião, em conjunto, das duas Câmaras. A primeira delas era para o juramento do Imperador, bem como dos Regentes, quando fosse o caso, em virtude de menoridade ou interdição do monarca. Previa-se ainda a própria eleição do Regente. Outra hipótese eram as sessões anuais de abertura e encerramento dos trabalhos da Assembleia Geral, chamadas imperiais em virtude do comparecimento do Imperador. Finalmente, haveria reunião de ambas as Câmaras quando houvesse divergência em relação a alguma proposição.

## Eleições e tempo de mandato
Os Senadores e os Deputados são eleitos indiretamente até a reforma eleitoral de 1881 quando passaram a ser eleitos diretamente. Os Senadores eram escolhidos em eleição direta em que os votados compunham a lista tríplice e desta o imperador, como determinava a Constituição brasileira de 1824, nomeava um dos 3 que passaria a ter mandato vitalício, os Deputados são eleitos pelas Paróquias eleitorais e têm mandato de 3 anos.

## Galeria de imagens

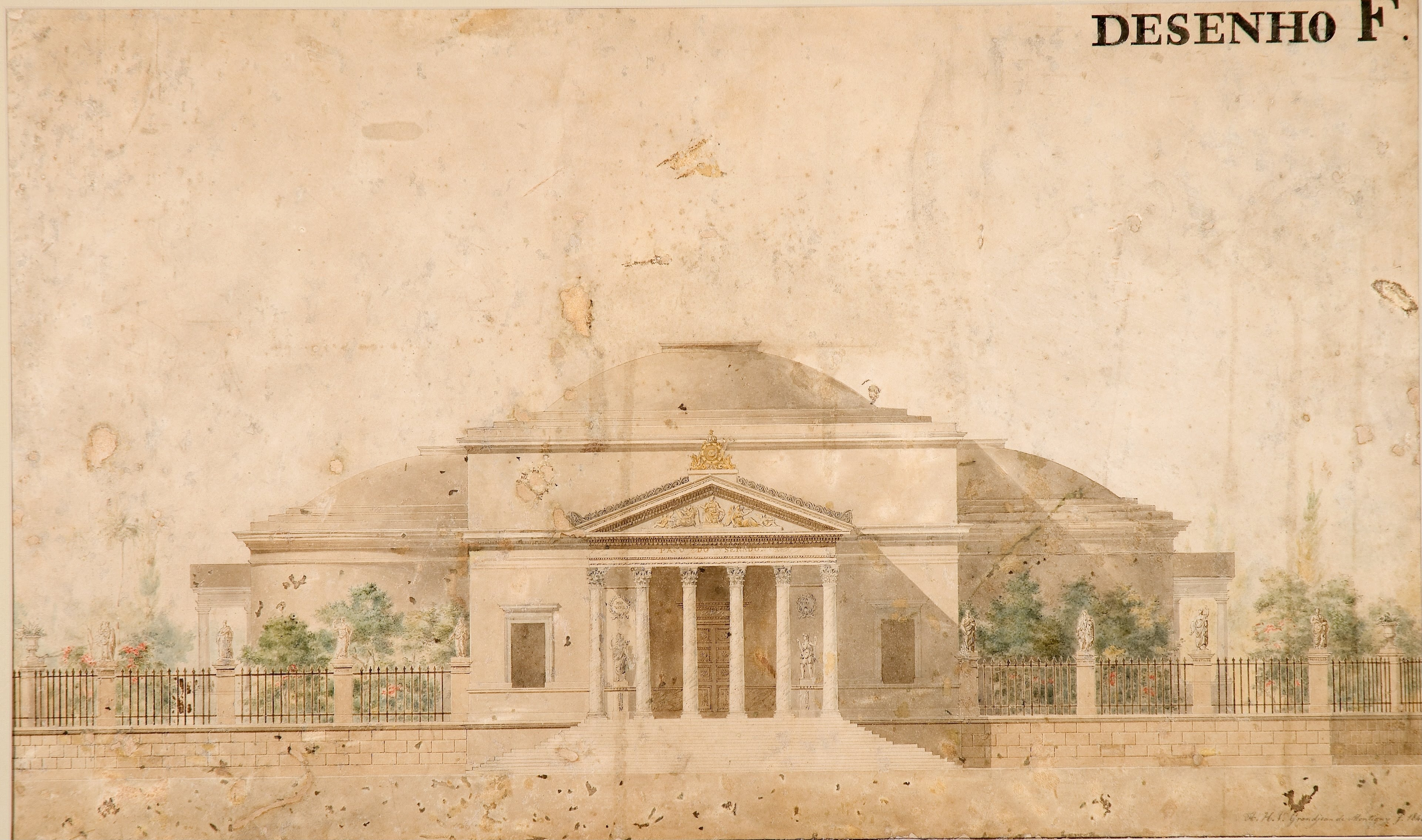
Projeto de Grandjean de Montigny para a sede do Senado em 1866.
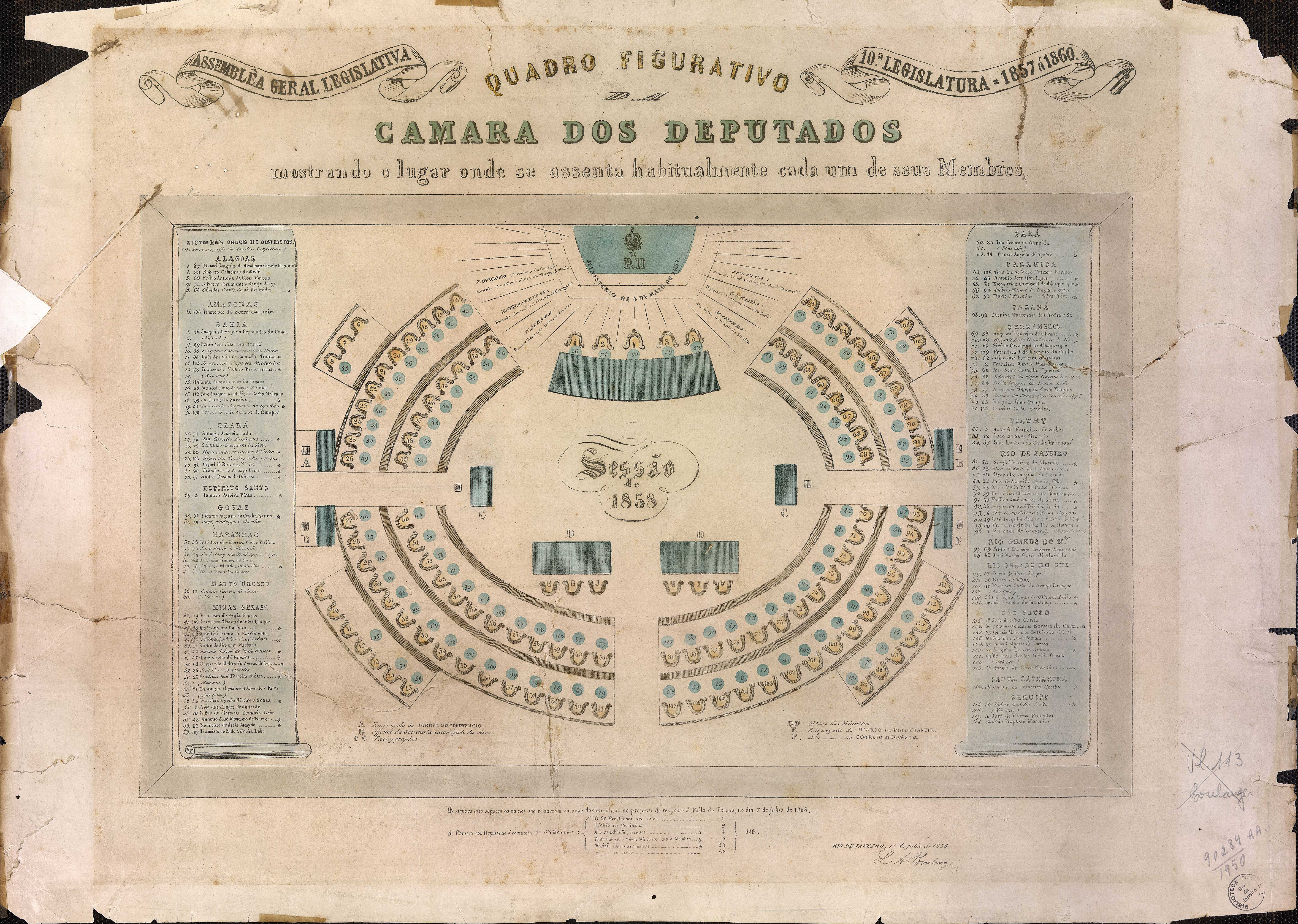
Assentos da Câmara dos Deputados em 1858 em trabalho de Luís Aleixo Boulanger.
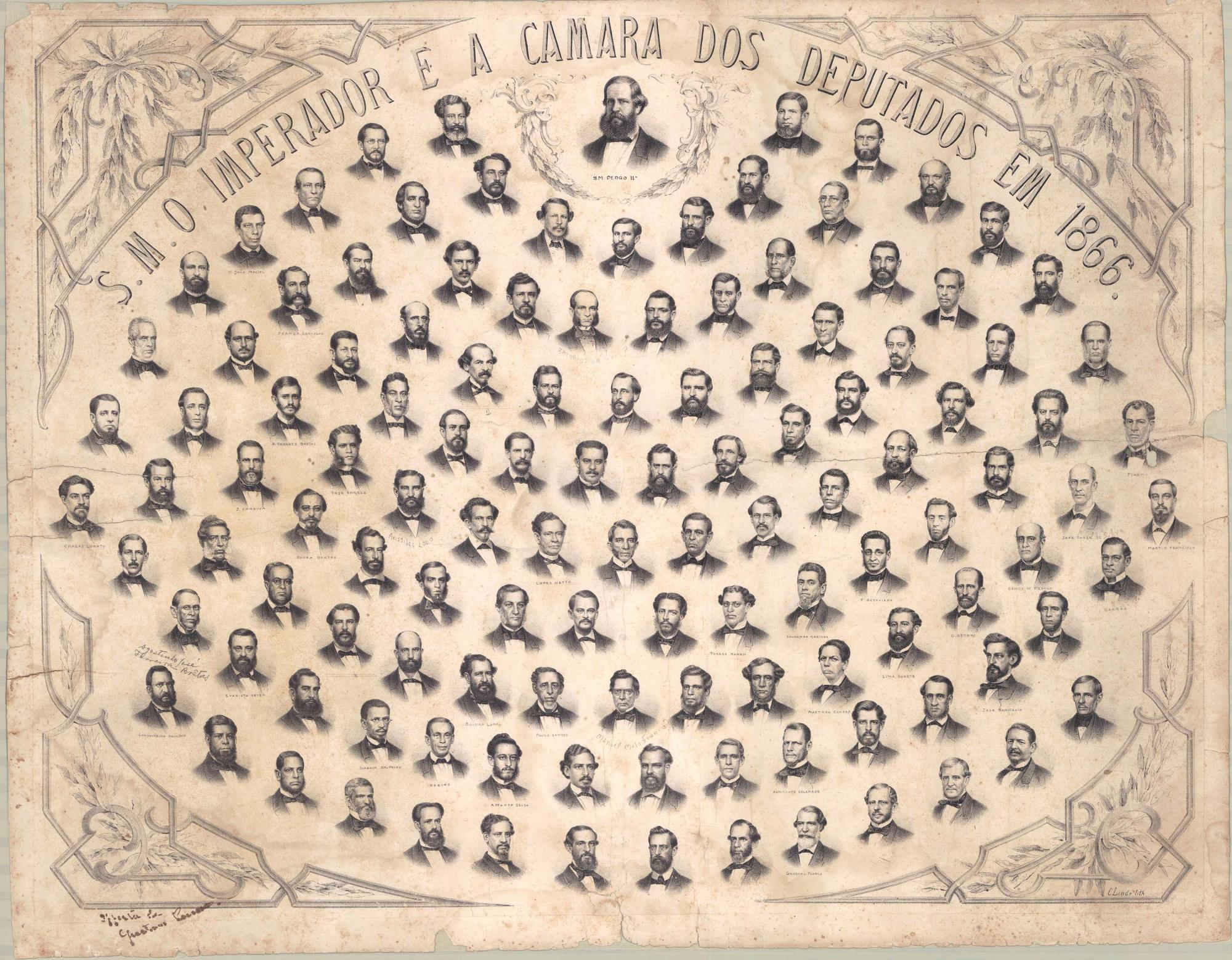
Componentes em 1866, litografia de Carlos Linde.